# Lunca Mureșului
Lunca Mureșului, anciennement Cucerdea (en hongrois : Székelykocsárd ou Kocsárd, en allemand : Holten) est une commune du județ d'Alba, Roumanie qui compte 2 404 habitants.
La commune est composée de deux villages : Gura Arieșului et Lunca Mureșului.

## Démographie
D'après le recensement de 2011, la commune compte 2 404 habitants, en forte baisse par rapport au recensement de 2002 où elle en comptait 2 669.
Lors de ce recensement de 2011, 60,65 % de la population se déclare roumaine, 24,79 % se déclare hongroise et 11,69 % rome.

## Politique
| Période                                  | Période  | Identité            | Étiquette | Qualité |
| ---------------------------------------- | -------- | ------------------- | --------- | ------- |
| Les données manquantes sont à compléter. |          |                     |           |         |
| 2000                                     | 2016     | Ioan Rusu           |           |         |
| 2016                                     | En cours | Edit-Susana Csegezi | UDMR      |         |

| Parti | Parti                                                 | Sièges |
| ----- | ----------------------------------------------------- | ------ |
|       | Union démocrate magyare de Roumanie (UDMR)            | 2      |
|       | Union nationale pour le progrès de la Roumanie (UNPR) | 2      |
|       | Parti national libéral (PNL)                          | 2      |
|       | Parti social-démocrate (PSD)                          | 2      |
|       | Alliance des libéraux et démocrates (ALDE)            | 1      |
|       | Parti Mouvement populaire (PMP)                       | 1      |